# 虚空 (尺八)
虚空（こくう）は、尺八のための日本仏教起源のソロのオリジナル曲である本曲である。

## 概要
向二、響霊とともに尺八の三大原曲の一つである。13世紀に日本の京都に明暗寺を開いた禅僧・虚竹によって作曲された。虚竹は三重・伊勢の寺の中で尺八の稽古をしているうちに眠ってしまい、目が覚めると夢の中の音を虚空、教令、向二の3曲に書き写した。
虚空は主に海童道祖、横山勝也、西村虚空、ロニーニョゲツ・セルディン、奥田敦也、フィル・ニョーカイ・ジェームス、アルクヴィン・タケガワ・ラモスなど多くの尺八アーティストによって録音されている。